# Monaco au Concours Eurovision de la chanson 1962
Monaco a participé au Concours Eurovision de la chanson 1962, alors appelé le « Grand prix Eurovision de la chanson européenne 1962 », à Luxembourg-Ville, au grand-duché du Luxembourg. C'est la 4e participation de Monaco au Concours Eurovision de la chanson.
Le pays est représenté par François Deguelt et la chanson Dis rien, sélectionnées en interne par Télé Monte-Carlo.

## Sélection
Le radiodiffuseur monégasque, Télé Monte-Carlo, choisit l'artiste et la chanson en interne pour représenter Monaco au Concours Eurovision de la chanson 1962.
Lors de cette sélection, c'est François Deguelt et la chanson Dis rien, écrite par René Rouzaud et composée par Henri Salvador avec Raymond Lefèvre comme chef d'orchestre, qui furent choisies.
| Ordre | Interprète       | Chanson  | Langue   |
| ----- | ---------------- | -------- | -------- |
| 1     | François Deguelt | Dis rien | Français |

## À l'Eurovision
Chaque jury d'un pays attribue 3, 2 et 1 vote à ses 3 chansons préférées.

### Points attribués par Monaco
| 3 points | Luxembourg |
| 2 points | Allemagne  |
| 1 point  | France     |

### Points attribués à Monaco
| 3 points                           | 2 points  | 1 point              |
| ---------------------------------- | --------- | -------------------- |
| - Autriche - Luxembourg - Pays-Bas | - Norvège | - Allemagne - France |

François Deguelt interprète Dis rien en 16e et dernière position, après l'Italie. Au terme du vote final, Monaco termine 2e sur 16 pays, recevant 13 points.